# Hansenomysis tropicalis
Hansenomysis tropicalis är en kräftdjursart som beskrevs av Mihai Bacescu 1967. Hansenomysis tropicalis ingår i släktet Hansenomysis och familjen Petalophthalmidae. Inga underarter finns listade i Catalogue of Life.